# Östergötland (hạt)
Hạt Östergötland (Östergötlands län) là một hạt hay län nằm ở bờ biển đông nam Thụy Điển. Hạt này giáp các hạt Kalmar, Jönköping, Västra Götaland, Örebro, Södermanland và Biển Baltic.

## Các đô thị
- Boxholm
- Finspång
- Kinda
- Linköping
- Mjölby
- Motala
- Norrköping
- Söderköping
- Vadstena
- Valdemarsvik
- Ydre
- Åtvidaberg
- Ödeshög